# Géographie des Bahamas
 (août 2024).
Si vous disposez d'ouvrages ou d'articles de référence ou si vous connaissez des sites web de qualité traitant du thème abordé ici, merci de compléter l'article en donnant les références utiles à sa vérifiabilité et en les liant à la section « Notes et références ».
Les Bahamas sont un pays d'Amérique occupant une grande partie des îles Lucayes, un archipel de l'océan Atlantique situé au nord de l'île de Cuba et à l'est de la péninsule de Floride.
Les Bahamas sont un groupe d'environ 700 îles, atolls et cayes dont seulement entre 30 et 40 sont habités. Les 10 plus grandes de ces îles font partie des 30 îles les plus étendues des Antilles. Les îles ont un climat tropical, tempéré par le Gulf Stream.
Ces îles sont des émergences des Bancs des Bahamas : Little Bahama Banc, la Grande Bahama Banc, et la plus occidentale Cay Sal Banc. Le point culminant est le mont Alvernia qui se trouve à une altitude de seulement 63 mètres sur l'île Cat. L'île de New Providence, où se situe la capitale Nassau, atteint une altitude maximale de seulement 37 mètres. 

## Géologie
Les îles des Bahamas sont les points hauts d'un vaste plateau calcaire sous-marin, épais de plusieurs kilomètres et vieux de millions d'années. Le sol est une base de corail fossile, mais une grande partie de la roche est un calcaire oolithique qui provient de la désintégration des récifs coralliens et des coquillages.
Cette roche ancienne fait que l'archipel est l'endroit de la planète où l'on rencontre la plus forte concentration de trous bleus, le plus célèbre étant celui de Dean sur Long Island avec 202 m de profondeur. 

### Trous bleus marins et terrestres
Les trous bleus se sont formés durant la période de dernière glaciation ; le niveau de l'océan était alors 130 m plus bas qu'aujourd'hui. Ils résultent de l'érosion et de la dissolution des calcaires de surface, alors exposés à l'atmosphère, via la circulation des eaux de pluie dans les diverses fractures et cassures du plateau, créant de vastes cavités souterraines. Avec le temps, les plafonds de ces cavités se sont effondrés. Les gouffres ont été noyés lors de la déglaciation (entre −21 000 et −11 000 ans), avec l'élévation du niveau des mers.
L'île d'Andros, couverte de forêt tropicale, de marais et de mangroves, compte, à elle seule, près de 250 trous bleus océaniques et environ 50 terrestres. Ces derniers sont les plus spectaculaires, car plonger dans un trou bleu terrestre, c'est traverser successivement plusieurs couches d'eau différentes : douce, salée, chargée de sulfure d'hydrogène... passer, lors de la descente, de l'eau cristalline au bleu puis au vert, jusqu'au noir total, et faire face à de nettes différences de température. Trois trous bleus d'Andros attirent particulièrement les spéléologues du monde entier :
- le Guardian Blue Hole, qui présente un tunnel d'une centaine de mètres de longueur au plafond couvert de stalactites. Il a été exploré jusqu'à 133 m de profondeur.
- À  un kilomètre au sud se trouve l'entrée de Little Frenchman (52 m), plus technique faisant sans doute partie du même système de ligne de faille le précédent.
- Stargate Blue Hole est également incontournable, avec  ses concrétions et jeux de lumière.